# تشسکه ولنیتسه
تشسکه ولنیتسه (به چکی: České Velenice) یک منطقهٔ مسکونی و شهرستان دارای شهرک سابقاً روستا در جمهوری چک است که در ناحیه ییندریخوف هرادتس واقع شده‌است. تشسکه ولنیتسه ۳٬۴۰۲ نفر جمعیت دارد.